# Кримська легенда
«Кримська легенда» (рос. «Крымская легенда») — анімаційний фільм 1969 року Творчого об'єднання художньої мультиплікації студії Київнаукфільм, режисер — Алла Грачова. Мультфільм знято за мотивами народної оповідки про Аю-Даг (Ведмідь-гору). Мультфільм озвучено російською мовою.

## Сюжет
Мультфільм знято за мотивами народної оповідки про Аю-Даг (Ведмідь-гору).

## Дивись також
- Фільмографія ТО художньої мультиплікації студії «Київнаукфільм»